# NGC 4136
NGC 4136 је спирална галаксија у сазвежђу Береникина коса која се налази на NGC листи објеката дубоког неба.
Деклинација објекта је + 29° 55' 40" а ректасцензија 12h 9m 17,8s. Привидна величина (магнитуда) објекта NGC 4136 износи 11,1 а фотографска магнитуда 11,8. Налази се на удаљености од 9,7000 милиона парсека од Сунца. NGC 4136 је још познат и под ознакама UGC 7134, MCG 5-29-25, CGCG 158-34, KUG 1206+302, IRAS 12067+3012, PGC 38618.